# رود واگا
رود واگا (به لاتین: Waga River) یک رود در ژاپن است که در کیتاکامی، ایواته واقع شده‌است.